# 反嘴鹬属
反嘴鹬属（學名Avocets）是反嘴鹬科的一屬，是生活在溫帶和熱帶地區的涉禽，包括四種：
- 反嘴鹬 Recurvirostra avosetta
- 美洲反嘴鹬 Recurvirostra americana
- 红颈反嘴鹬 Recurvirostra novaehollandiae
- 安第斯反嘴鹬 Recurvirostra andina

这个属的动物有脚蹼，擅长游泳，他们的食物一般包括水生昆虫等。当处于一个群体时，他们积极防御并赶走任何尝试接近他们的其他鸟类。此外它是英国皇家鸟类保护协会(RSPB)的会徽。